# Uherka
Uherka (daw. Węgierka) – rzeka, lewy dopływ Bugu o długości 46,65 km i powierzchni zlewni 575 km².

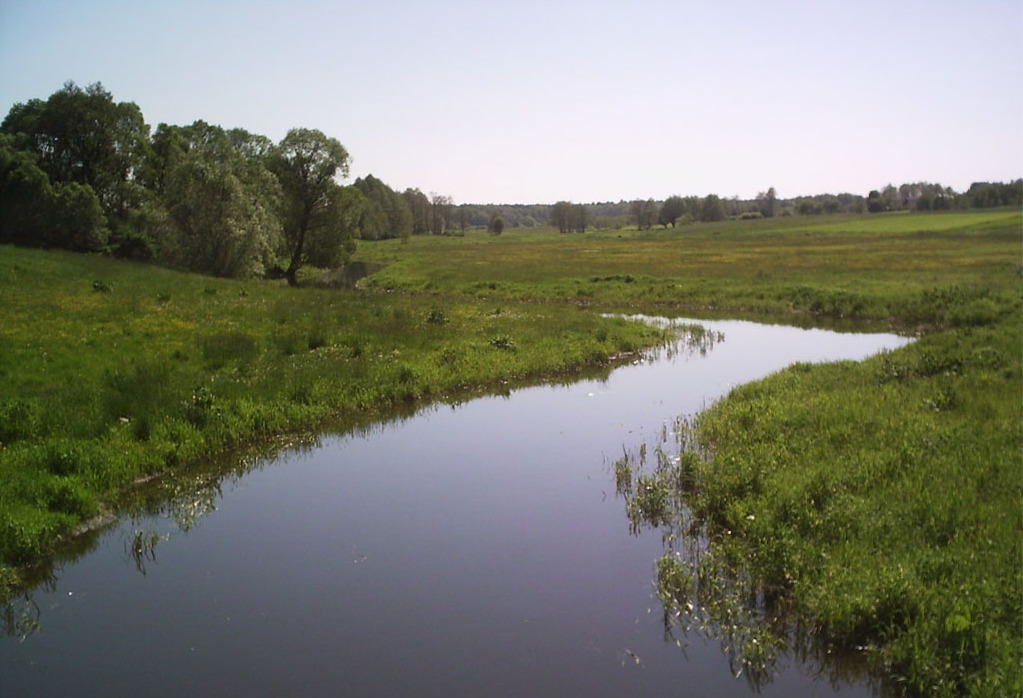
Uherka we wsi Rudka przy wysokim stanie wody

Przepływa przez Chełm, wpada lewostronnie do Bugu w 429,7 km jego lewego brzegu na wysokości wsi Siedliszcze (gmina Wola Uhruska). Zlewnia źródłowego i część środkowego odcinka Uherki zaliczana jest do mezoregionu Pagórów Chełmskich. W części położona na obszarze torfowych zrównań terenu rozpiętych pomiędzy pasmami lokalnych wzniesień kredowych, charakteryzuje się niską lesistością, znacznymi spadkami poprzecznymi i podłużnymi oraz żywą rzeźbą powierzchniową.
Lewymi dopływami Uherki są Janówka, Garka, Lepitucha i Rzeczka, a prawymi Słyszówka i Gdolanka.